# Zygmunt Madejski
Zygmunt Madejski (ur. 10 kwietnia 1910 w Żurnie, zm. 18 września 1984 w Konstancinie-Jeziornie) – polski malarz, ceramik, profesor Akademii Sztuk Pięknych w Warszawie.

## Życiorys
Urodził się na Wołyniu. W 1946 uzyskał dyplom ukończenia Akademii Sztuk Pięknych w Warszawie. W latach czterdziestych zamieszkał w willi Diana w Konstancinie-Jeziornie. W okresie 1956-78 był wykładowcą na swojej uczelni i nauczał rysunku. Tworzył nie tylko obrazy i rysunki ale również kompozycje ceramiczne. Współpracował z Bolesławem Książkiem i Krzysztofem Heniszem tworząc wspólnie tzw. "ceramiczny eksperyment", mający na celu zastosowanie płyt łysogórskich w architekturze. Należał do artystów, którzy współpracowali z Adamem Styką. Był członkiem Stowarzyszenia Przyjaciół Twórczości działającego w Konstancinie-Jeziornie.
Zmarł w Warszawie i pochowany został na Cmentarzu Północnym w Warszawie k:W-V-14,r:7,g:13